# Jason Maza
Jason Maza es un actor, productor, director y guionista inglés.

## Primeros años de
Maza creció en Romford. Comenzó a actuar a los siete años.

## Carrera
Maza fue aceptado en la Escuela Central de Oratoria y Drama, pero en ese momento ya trabajaba como actor, por lo que decidió no asistir.
Maza protagonizó la película Special People de 2007, que recibió atención por su interpretación de personas con discapacidad.
En 2010, Maza formó parte del elenco original de Sucker Punch, la premiada obra escrita por Roy Williams, en el Royal Court Theatre de Londres. Protagonizó la producción junto a Daniel Kaluuya y Anthony Welsh.
Otros papeles iniciales de Maza incluyen papeles en la serie de procedimientos policiales The Bill, el drama médico Casualty y la serie de detectives A Touch of Frost.
Aunque principalmente actor, Maza comenzó a trabajar como productor de cine en 2011, creando Think Big Productions. Desde entonces ha producido 14 películas. Los títulos incluyen: 10x10 protagonizada por Luke Evans y Brotherhood para Lionsgate, que recaudó apenas £4.000.000 en la taquilla del Reino Unido. Maza también apareció junto a Evans como actor secundario en 10x10.
Maza cita a Ray Winstone como uno de sus actores favoritos y sus mayores inspiraciones: "Si miras lo que ha logrado, comenzó como un actor de cine británico de clase trabajadora y luego se convirtió en una gran estrella en Hollywood. Venimos de orígenes similares, así como de "Es la misma área, así que supongo que puedo identificarme con él. Si tengo la mitad de la carrera que él tiene, seré muy feliz".
En 2011, Maza también coprotagonizó con Tulisa Contostavlos la película de slasher Demons Never Die.
Maza produjo y protagonizó la película de comedia The Hooligan Factory en 2013. Protagonizó junto a Nick Nevern, quien también dirigió y coescribió la película. Maza apareció como Johnny Beckett en el drama de época Call the Midwife en 2016.
En 2017, Maza se asoció con Noel Clarke y lanzó Unstoppable Film and Television como codirector ejecutivo, después de trabajar con él en la comedia británica de Universal Pictures The Knot. En 2018, Unstoppable se unió a All3Media Group, formando Unstoppable Film & Television, y Clarke y Maza declararon: "Con el apoyo total de All3Media, nuestro objetivo es continuar nuestro trabajo hasta ahora, encontrar nuevos talentos y crear drama auténtico para el público más amplio posible." Como parte de Unstoppable, en 2020, Maza produjo y protagonizó una adaptación libre de Oliver Twist, titulada Twist junto a Michael Caine, Rita Ora, Lena Headey y Rafferty Law.
Maza produjo la película Songbird, también titulada Alright Now, protagonizada por Cobie Smulders y comenzó a filmarse en 2017. Otros proyectos en los que apareció Maza incluyen el drama televisivo Dark Heart y la película de drama criminal Welcome to the Punch. También apareció en la serie de comedia de la BBC Man Like Mobeen. En 2019, Maza participó junto a Michael Jai White y Gina Gershon en el drama deportivo Cagefighter. También se desempeñó como productor ejecutivo de la serie dramática de suspenso de 2020 The Drowning, y también apareció en la serie como DS Harvey.
Maza y su socio Noel Clarke fueron suspendidos por All3Media Group en abril de 2021 después de las acusaciones de mala conducta contra Clarke. El rodaje del drama policial británico Bulletproof de Sky One, protagonizado por Maza, fue suspendido cuando surgieron las acusaciones y cancelado unas semanas después. El 21 de julio de 2021, Maza dejó formalmente la productora Unstoppable Film and Television.
En 2023, Maza coescribió y fue productor ejecutivo Rise of the Footsoldier: Vengeance.

## Vida personal
Maza tiene un hermano, Taylor, que también es actor. En junio de 2023, Maza se casó con Lowri Whitwell.

## Filmografía

### Película
| Año  | Título                                    | Papel              | Notas                                      |
| ---- | ----------------------------------------- | ------------------ | ------------------------------------------ |
| 2001 | Pit                                       | Popey              | Cortometraje                               |
| 2007 | Sugarhouse                                | Apostador de crack |                                            |
| 2007 | Life and Lyrics                           | Ant                |                                            |
| 2007 | Hush Your Mouth                           | Leo                |                                            |
| 2007 | Rise of the Footsoldier                   | Rob                |                                            |
| 2007 | Special People                            | Dave               |                                            |
| 2007 | My Boy Jack                               | Periodista         | Película de televisión                     |
| 2007 | Souljah                                   | Tony               | Cortometraje                               |
| 2007 | Octane                                    | Kelvin             |                                            |
| 2008 | Hunger House                              | Peter              | Cortometraje                               |
| 2008 | Ten Dead Men                              | Franklin Boulder   |                                            |
| 2008 | Shifty                                    | Malik              |                                            |
| 2009 | Dog Endz                                  | Nathaniel          | Película de televisión                     |
| 2009 | Fish Tank                                 | Liam               |                                            |
| 2010 | Fit                                       | Tyler              |                                            |
| 2010 | KickOff                                   | Adam               |                                            |
| 2011 | Terry                                     | N/A                | Productor                                  |
| 2011 | The Tapes                                 | Danny              | También productor                          |
| 2011 | Wheels of Fortune                         | Richard            | Cortometraje; también coguionista          |
| 2011 | Hard to Say                               | Dan                | Cortometraje                               |
| 2011 | Anuvahood                                 | Darren             |                                            |
| 2011 | Demons Never Die                          | Kenny              | También productor                          |
| 2012 | Victim                                    | Mannie             |                                            |
| 2012 | The Man Inside                            | Danny Lee          |                                            |
| 2012 | Outside Bet                               | Mickey             |                                            |
| 2012 | The Man Inside                            | Danny Lee          |                                            |
| 2012 | Truth or Dare                             | Jonesy             |                                            |
| 2012 | Payback Season                            |                    | Productor ejecutivo                        |
| 2012 | The Knot                                  | Ralphus            |                                            |
| 2013 | Still Waters                              | George             |                                            |
| 2013 | Welcome to the Punch                      | Luke               |                                            |
| 2013 | Get Lucky                                 | Eli                |                                            |
| 2013 | Traveller                                 | Felix              |                                            |
| 2013 | The Hooligan Factory                      | Danny              | También productor                          |
| 2015 | Legacy                                    | Roland             | También productor                          |
| 2015 | Scottish Mussel                           |                    | Productor                                  |
| 2015 | Billy the Kid                             |                    | Cortometraje; productor ejecutivo          |
| 2015 | Angel                                     | George             |                                            |
| 2016 | Brotherhood                               | Daley              | También productor                          |
| 2018 | The Sound                                 |                    | Cortometraje; productor ejecutivo          |
| 2018 | Wild Honey Pie!                           |                    | Productor                                  |
| 2018 | Alright Now                               |                    | Productor                                  |
| 2018 | The Fight                                 |                    | Productor                                  |
| 2018 | The Little Princess                       |                    | Cortometraje; productor                    |
| 2018 | 10x10                                     | Oficial Wayland    | También productor                          |
| 2019 | Keep Breathing                            |                    | Cortometraje; productor                    |
| 2019 | Doggerland                                |                    | Cortometraje; productor                    |
| 2019 | Birthday Girl                             |                    | Cortometraje; productor                    |
| 2019 | Tracks                                    |                    | Cortometraje; productor                    |
| 2020 | Twist                                     | Bedwin             | También productor                          |
| 2020 | The Intergalactic Adventures of Max Cloud | Bruja Espacial     |                                            |
| 2021 | Music, Trial and Trauma                   | El gerente         | Cortometraje; también guionista, productor |
| 2023 | Rise of the Footsoldier: Vengeance        |                    | Coguionista y productor ejecutivo          |
| TBA  | Far Out Far In                            | Sherbert           |                                            |

### Televisión
| Año       | Título                  | Papel            | Notas                                            |
| --------- | ----------------------- | ---------------- | ------------------------------------------------ |
| 2005      | Life Begins             | Alumno           |                                                  |
| 2005      | Holby City              | Kris Burrows     | Episodio: 'Test Your Metal/A Great Leap Forward' |
| 2005      | Casualty@Holby City     | Kris Burrows     | 4 episodios                                      |
| 2008      | New Tricks              | Hoodie           | Episodio: 'Couldn't Organise One'                |
| 2009      | Trial &amp; Retribution | Darren Lewis     | Episodio: 'Tracks: Part 1'                       |
| 2009      | A Touch of Frost        | John Heal        |                                                  |
| 2009      | The Unsinkable Titanic  | Harold Bride     | Documental de televisión                         |
| 2009      | Casualty                | "H"              |                                                  |
| 2010      | The Bill                | Dean Pollit      |                                                  |
| 2010      | Whitechapel             | Dan Street       | Serie 2, episodio 1                              |
| 2011      | Come Fly with Me        | Plomero          |                                                  |
| 2011      | Silk                    | Chris Lakeman    |                                                  |
| 2014      | The Crimson Field       | Pte Benny Gorman | Serie 1, episodio 5                              |
| 2015      | Silent Witness          | Johnny Craddock  | Episodio: "Protection" (2 parts)                 |
| 2015      | Nurse                   | Jack             | 3 episodios                                      |
| 2016      | Call the Midwife        | Johnny Beckett   |                                                  |
| 2017      | Man Like Mobeen         | Robbie           | Episodio: 'H-ALTRight'                           |
| 2018      | Dark Heart              | Rob Mullan       | 4 episodios                                      |
| 2018–2021 | Bulletproof             | Chris Munroe     | También productor                                |
| 2020      | Hitmen                  | El distribuidor  | Episodio: 'Birthday '                            |
| 2020      | The Drowning            | D.S Harvey       | También productor ejecutivo                      |